# Osaka Metro長堀鶴見緑地線
長堀鶴見緑地線（ながほりつるみりょくちせん）は、大阪府大阪市大正区の大正駅から大阪府門真市の門真南駅までを結ぶ大阪市高速電気軌道 (Osaka Metro) の路線。正式名称は大阪市高速電気軌道第7号線と称し、『鉄道要覧』では7号線（長堀鶴見緑地線）と記載されている。駅番号を表す際に用いられる路線記号は「N」。
1990年（平成2年）に開催された国際花と緑の博覧会（花博）会場へのアクセス路線として建設された、日本初の鉄輪式リニアモーターミニ地下鉄である。ラインカラーは花博会場となった鶴見緑地をイメージした萌黄色（黄緑色 ）である。

## 概要
1990年に花博の開催に合わせて鶴見緑地線という路線名で京橋駅 - 鶴見緑地駅間が開業した。1996年に京橋駅から心斎橋駅まで延伸され、この際に長堀鶴見緑地線と改称された。1997年には、心斎橋駅から長堀通の地下をさらに西伸させ大正駅までが開業するとともに、鶴見緑地駅からも東に延伸し門真南駅までが開業した。市中心部では東西路線の役割を果たすが、南北方向に折れて市南西部と市北東部および門真市とを結ぶ。
標準軌ながら従来の車両より断面積が小さい鉄輪式リニアモーターミニ地下鉄を日本で初めて採用した。そのため、開業に先立ち南港の埋立地に実験線を建設して、データ収集、乗務員の習熟運転に充てた。鉄輪式リニアモーター地下鉄はその後、都営地下鉄大江戸線、神戸市営地下鉄海岸線、福岡市地下鉄七隈線、横浜市営地下鉄グリーンライン、仙台市地下鉄東西線でも採用されている。
最初の区間が開業した1990年3月から心斎橋駅まで延伸された1996年12月までは他の地下鉄路線とは接続しておらず、乗り換える場合は京橋駅から大阪環状線などを経由した上で乗り継ぐ必要があった。大正駅までの延伸後は、Osaka Metroの他の全ての地下鉄路線との乗り換えが可能な路線となっている。新交通システムである南港ポートタウン線との乗り換え駅はなく、中央線または四つ橋線を介して乗り継ぐ必要がある。
後発で建設された地下鉄路線のため、既存の路線（のちに開通した今里筋線を除く）より深部を走ることとなることから、他の地下鉄路線と交差する都心部を中心に駅ホームがかなり深い位置にある。このため、乗り換えやホームから地上までの移動に時間がかかることが多いが、平成になっての開業路線でもあり、バリアフリーは充実している。しかし、他路線との乗り換えがない一部の単独駅では、改札フロアからホームへの下りエスカレーターが設置されていない駅もある。
将来的な計画として、大正駅からは同じく大正区の鶴町方面への延伸が検討されているが、2025年時点では事業化されていない。
全駅に可動式ホーム柵が設置されている。2007年（平成19年）の予算案で、2010年度（平成22年度）までに設置されることが検討され、その後、2010年6月より大正駅を皮切りに順次設置工事が行われ、2011年2月10日までに大正駅 - 鶴見緑地駅間の各駅で設置が完了して使用が開始された。なお、門真南駅はこのときは設置対象外であったが、2011年度（平成23年度）に設置されることになり、2011年10月31日に全駅で稼動開始した。
2014年3月31日に、他の大阪市営地下鉄（当時）各路線と同時に、トンネル内で、NTTドコモ、KDDI、ソフトバンクの携帯電話大手3社による4G-LTE通信が可能になった。
長堀鶴見緑地線は歴史的経緯（後述）により、距離を示すキロポストが2つに分かれている（矢印の方向にキロ数が増える）。
- 大正駅→京橋駅：長堀鶴見緑地線として開通した区間を鶴町起点でキロポストを打っているため。
- 京橋駅→門真南駅：鶴見緑地線として開通した区間を京橋起点でキロポストを打っているため（鶴見緑地駅 - 門真南駅も京橋駅からの数字を受け継いでいる）。

## 路線データ
- 路線距離（実キロ）：15.0 km（営業キロ（運賃計算キロ）も同じ）
- 軌間：1435 mm
- 駅数：17駅（起終点駅含む）
- 複線区間：全線
- 電化区間：全線電化（直流 1500V・架空電車線方式、車上一次鉄輪式リニアモーター方式）
- 閉塞方式：車内信号式 (CS-ATC, ATO)
- 最高速度：70 km/h[2]
- ホーム有効長：135 m
- 編成両数：4両（1990年 - ）
- 最大編成両数：8両
  - 鶴見緑地駅 - 京橋駅間などを除く一部の駅のホームは、6両分のみ壁の内装が施工されている。
- 混雑率（大正方面行き）：135%（2017年度：蒲生四丁目駅→京橋駅間）[7]
- 混雑率（門真南方面行き）：75%（2017年度：谷町六丁目駅→玉造駅間）[7]

運賃計算には、西長堀駅 - 森ノ宮駅間のキロ数が他線経由と同じになるよう調整された営業キロに対応する区数を用いる。

## 運行形態
自動列車運転装置 (ATO) によるワンマン運転で乗務員が乗務する。ドア操作は運転台にあるモニターとホーム上のミラーを確認して行う。非常時やATO装置の故障の場合は手動運転に切り替える場合がある。
門真南方面の最終列車を除いて大正駅 - 門真南駅間の全区間の通し運転である。2013年3月23日より、門真南方面の最終列車のみであるが、横堤行きが設定された。逆に、大正方面の列車に横堤駅を始発駅とする定期列車はない。ラッシュ時は2 - 4分間隔、日中は6分40秒間隔で運転されている。京セラドーム大阪でイベントなどが開催される場合は大正駅 - 心斎橋駅・横堤駅間で臨時列車が運転されることがある。

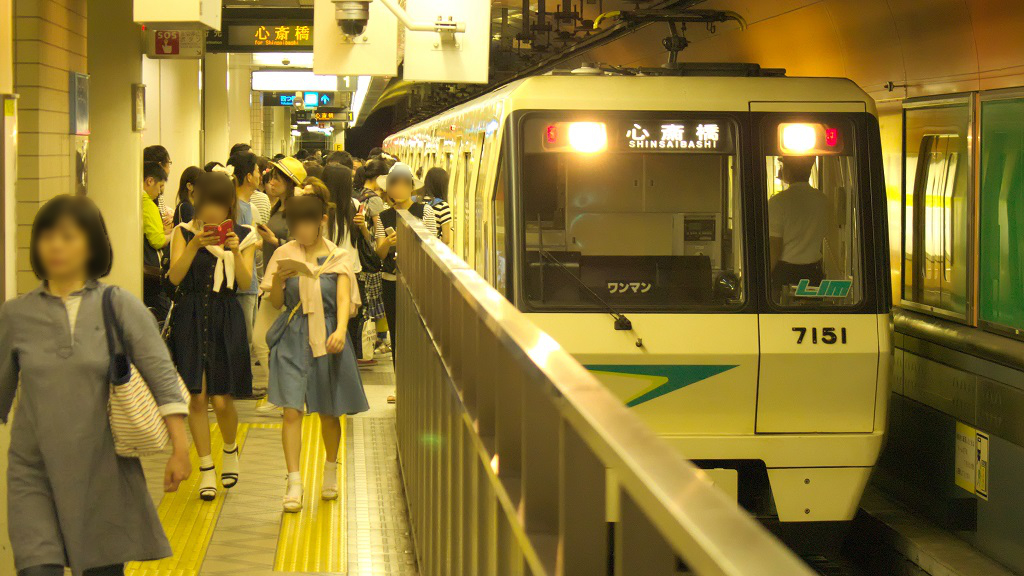
臨時列車の心斎橋行き
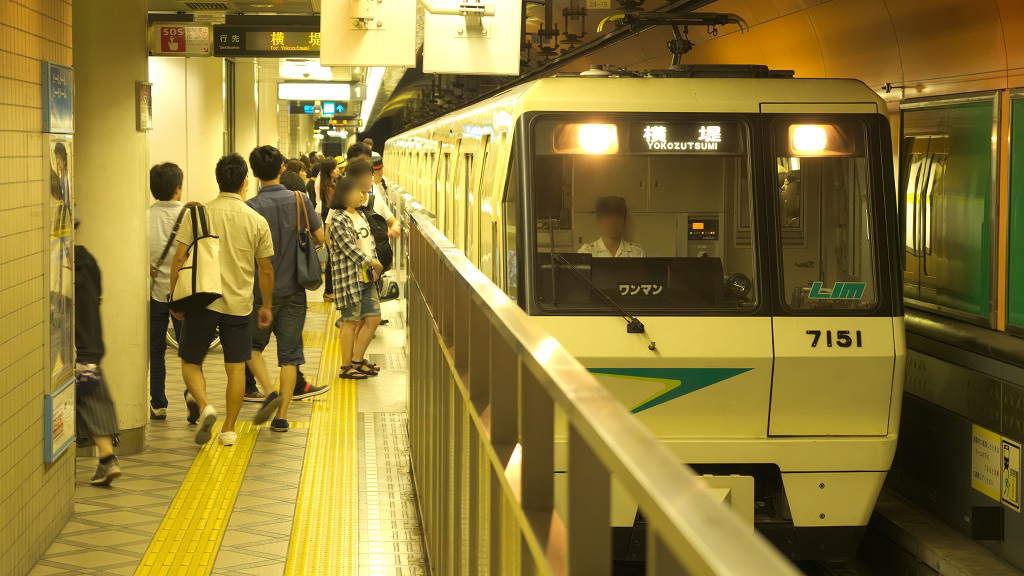
臨時列車の横堤行き

横堤止まりの列車が設定可能であるのは、「横堤駅#特徴」でも触れている通り、車庫（鶴見検車場）が鶴見緑地駅の近くにあるものの、車庫へ直接入る配線が横堤方面とつながっているからである。
深夜には心斎橋駅の引き上げ線に留置される車両もある。

## 車両
- 70系（1990年 - ）
- 80系30番台（2019年 - ）

増発に対応するため、今里筋線で使用されていた80系1編成を2019年に転用改造して導入した。
大阪市交通局長であった今岡鶴吉は、リニアモーター導入にあたって「交通局の専門家が絶対反対」であったため、「いざとなったら、リニアモータ外しちゃって、回転型モータ取り付ける」ために「大阪の第1号は、内緒だけども床は高い」「本当の小型になっていない」という。しかし、ここで妥協したから本当に動き出して実用化の第一歩となったと語っている。

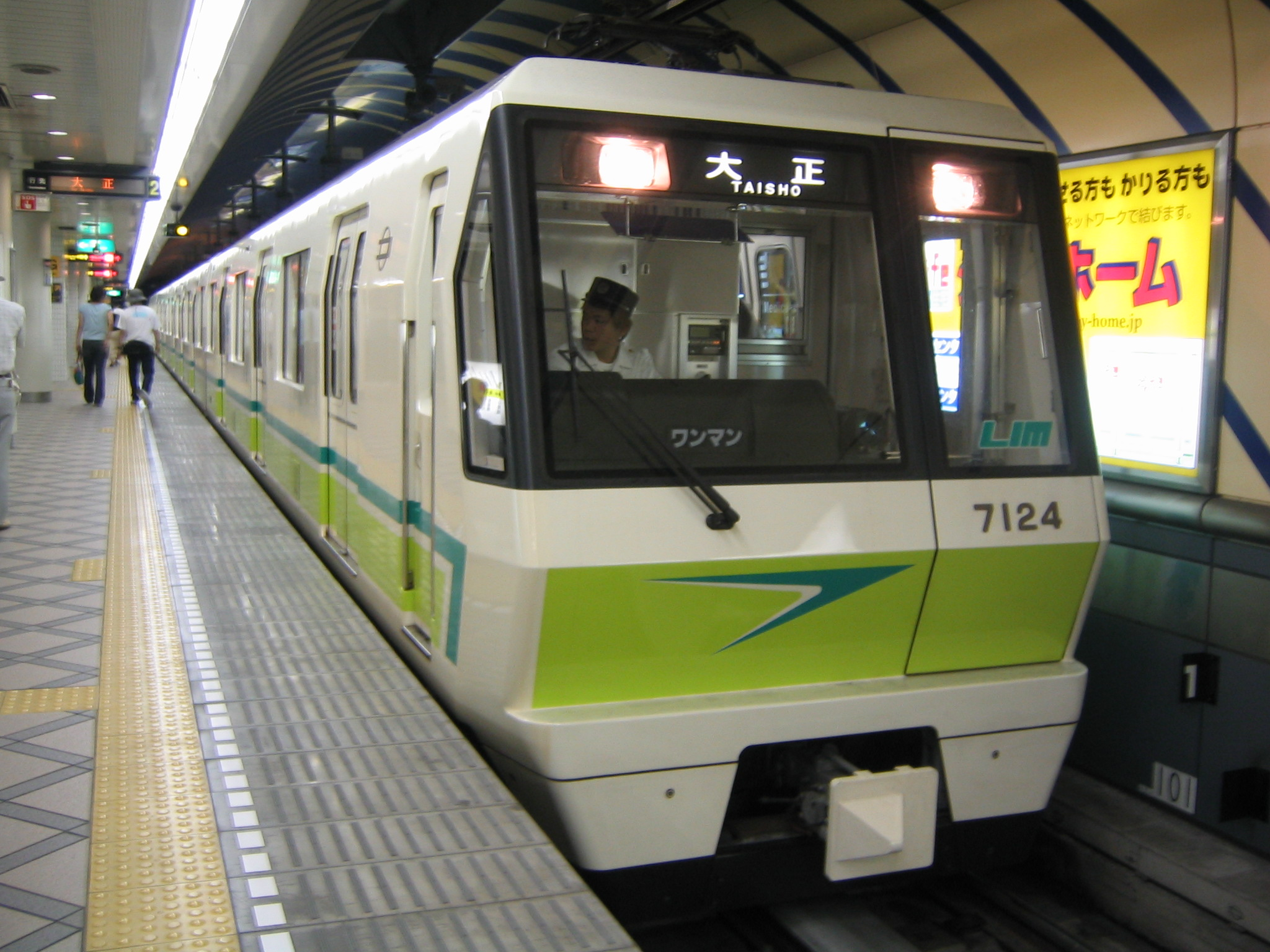
70系未更新車
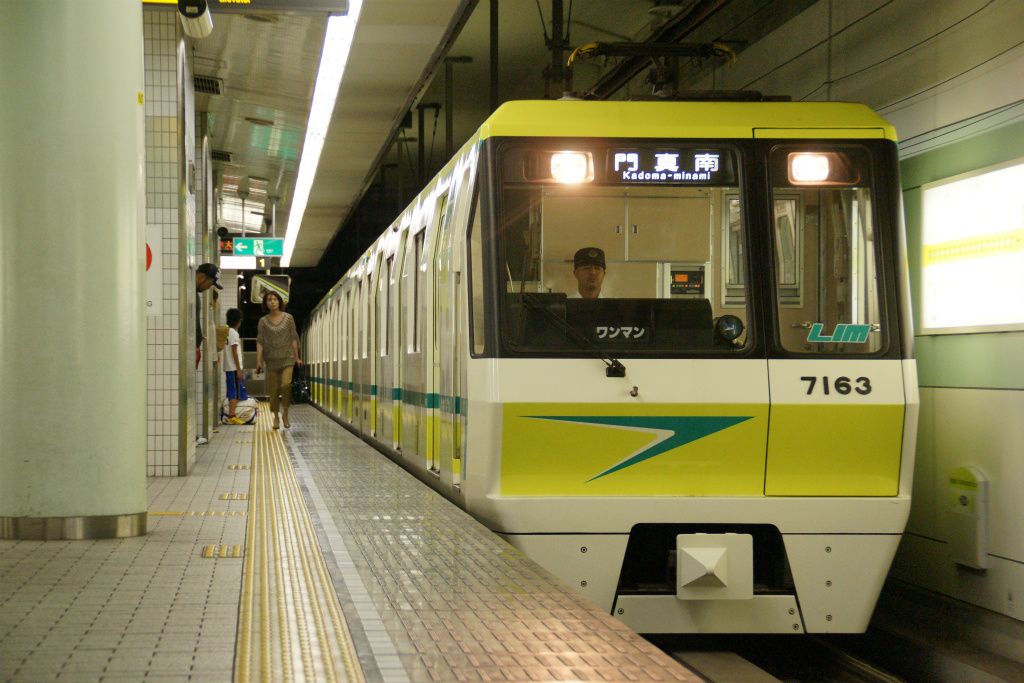
70系更新車
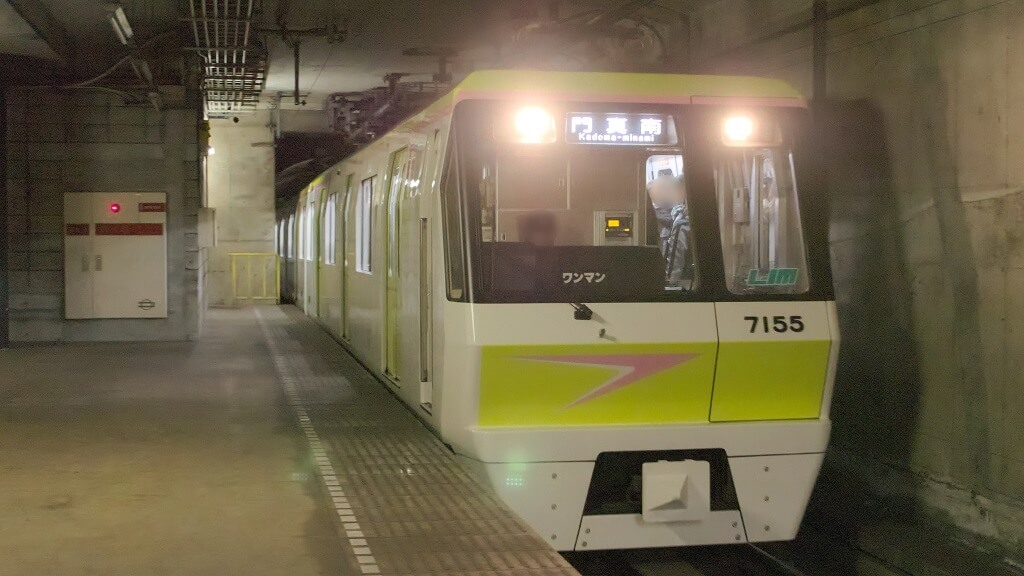
70系中間更新改造車
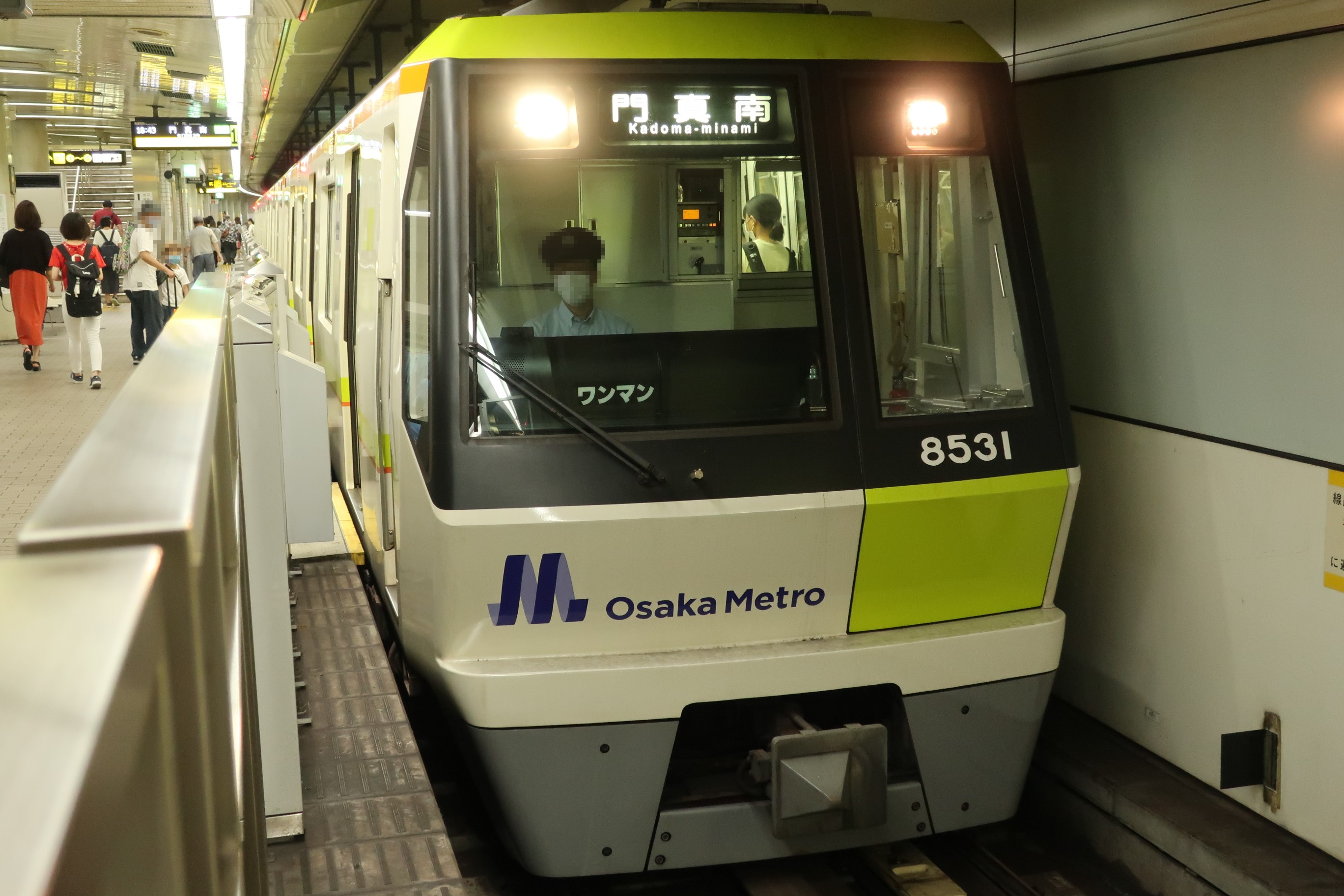
80系30番台

## 利用状況
2017年度決算における経常収支は約35億円の赤字、営業収支は約41億円の赤字、営業係数は153.2である。経常損失は今里筋線（約38億円）に次いで2番目に大きい赤字である。
また、2014年度の一日平均輸送人員は161,093人である。当時の大阪市営地下鉄では今里筋線（64,385人）に次いで2番目に輸送人員が少ない。
| 年度               | 収支状況         | 収支状況         | 収支状況         | 収支状況         | 収支状況         | 収支状況         | 収支状況         | 一日平均 輸送人員：人 | 特記事項         |
| 年度               | 経常収支：百万円 | 経常収支：百万円 | 経常収支：百万円 | 営業収支：百万円 | 営業収支：百万円 | 営業収支：百万円 | 営業収支：百万円 | 一日平均 輸送人員：人 | 特記事項         |
| 年度               | 収益             | 費用             | 収支差引         | 収益             | 費用             | 収支差引         | 営業係数         | 一日平均 輸送人員：人 | 特記事項         |
| ------------------ | ---------------- | ---------------- | ---------------- | ---------------- | ---------------- | ---------------- | ---------------- | --------------------- | ---------------- |
| 2002年（平成14年） |                  |                  |                  |                  |                  |                  |                  | 147,000               |                  |
| 2005年（平成17年） |                  |                  |                  |                  |                  |                  |                  | 151,324               |                  |
| 2006年（平成18年） | 7,565            | 17,149           | △ 9,584          |                  |                  |                  |                  |                       | 今里筋線開業年度 |
| 2007年（平成19年） | 7,759            | 15,895           | △ 8,136          | 6,538            | 10,726           | △ 4,188          | 164.1            | 140,114               |                  |
| 2008年（平成20年） | 8,142            | 15,200           | △ 7,058          | 6,734            | 10,378           | △ 3,644          | 154.1            | 143,672               |                  |
| 2009年（平成21年） | 8,305            | 14,633           | △ 6,328          | 6,795            | 10,087           | △ 3,292          | 148.5            | 143,955               |                  |
| 2010年（平成22年） | 8,374            | 16,131           | △ 7,757          | 6,823            | 11,677           | △ 4,854          | 171.2            | 144,946               |                  |
| 2011年（平成23年） | 7,877            | 15,005           | △ 7,128          | 6,850            | 10,868           | △ 4,018          | 158.7            | 147,218               |                  |
| 2012年（平成24年） | 7,569            | 13,832           | △ 6,263          | 6,968            | 10,696           | △ 3,728          | 153.5            | 150,644               |                  |
| 2013年（平成25年） | 7,748            | 13,485           | △ 5,737          | 7,238            | 10,820           | △ 3,582          | 149.5            | 155,251               |                  |
| 2014年（平成26年） | 9,975            | 14,626           | △ 4,651          | 7,278            | 12,182           | △ 4,904          | 167.4            | 161,093               |                  |
| 2015年（平成27年） | 10,075           | 14,217           | △ 4,142          | 7,457            | 12,013           | △ 4,556          | 161.1            | 166,000               |                  |
| 2016年（平成28年） | 9,988            | 14,102           | △ 4,114          | 7,596            | 12,134           | △ 4,538          | 159.8            | 168,000               |                  |
| 2017年（平成29年） | 10,130           | 13,649           | △ 3,519          | 7,755            | 11,882           | △ 4,127          | 153.2            | 174,000               |                  |

## 歴史
計画当初は上町筋を経由する経路も検討された。沿道に大阪府庁舎がある大阪府はこのルートを推したが、大坂城の外濠や難波宮跡に沿う上町筋では埋蔵物への影響とそれに伴う工事遅延が懸念された。特に難波宮跡と法円坂遺跡のある法円坂交差点の地下に中央線との接続駅も新設しなければならず、遅延は必至であった。そのため、森ノ宮駅で中央線と接続できる玉造筋ルートが選定された。同駅以北は玉造筋から西へ逸れて大阪城公園杉山地区の地下を通り、大阪ビジネスパーク (OBP) も経由している。
- 1990年（平成2年）3月20日：鶴見緑地線 京橋駅 - 鶴見緑地駅間 (5.2 km) が開業[1][11]。
- 1994年（平成6年）12月31日：大晦日の終夜運転実施開始。
- 1996年（平成8年）
  - 4月30日：ワンマン運転開始。
  - 12月11日：長堀鶴見緑地線に改称[12]。心斎橋駅 - 京橋駅間 (5.7 km) が開業[11][12]。
- 1997年（平成9年）8月29日：大正駅 - 心斎橋駅間 (2.8 km)、鶴見緑地駅 - 門真南駅間 (1.3 km) が開業し[11][12]、全通。
- 2006年（平成18年）12月24日：大阪ドーム前千代崎駅をドーム前千代崎駅に改称。
- 2010年（平成22年）
  - 3月15日：車内信号機故障でATC・ATOを解除していた門真南行き列車が鶴見緑地駅で切り替わっていない分岐器を直進して破損させ、門真南駅で列車が停車していた2番線手前で急停止する運行障害が発生。
    - 大阪市は「長堀鶴見緑地線の人的ミスによるインシデント調査対策委員会」を立ち上げて原因などを調査し、車両関係、運転関係における今後とるべき対策を立案。3月26日終電後、運転指令機能を輸送指令所に統合[13]。

  - 7月7日：大正駅で可動式ホーム柵の使用を開始[6]。以降順次各駅で可動式ホーム柵の使用が開始。
- 2011年（平成23年）10月31日：門真南駅で可動式ホーム柵の使用を開始。これにより、全駅で可動式ホーム柵が稼動する[6]。
- 2018年（平成30年）
  - 4月1日：大阪市営地下鉄の民営化により、大阪市高速電気軌道 (Osaka Metro) の路線となる。
- 2019年（平成31年）3月18日：80系電車の使用を開始。

※上記のキロ数は実キロ

## 未完の構想・答申・計画路線
区間は構想・答申・計画が出された時点において未完のものを示す。
都市交通審議会答申13号（1971年12月8日）
- 区間：大正 - 鶴町
  - 答申内容：可能な限り需要の多様化と高度化にこたえるための路線。
  - 備考：新交通システムを想定。

- 区間：本町 - 谷町四丁目 - 野江 - 交野付近
  - 答申内容：1985年を目標に新設すべき路線。

鉄道網整備調査委員会（大阪府・大阪市の合同構想）（1982年2月）
路線名：大正長堀線
- 区間：鶴町 - 大正 - 玉造 - 今里
  - キロ程：13 km

路線名：鶴見・十三本町茨田線
- 区間：十三 - 本町 - 茨田

運輸政策審議会答申10号（1989年5月31日）
- 区間：門真南（茨田） - 交野方面
  - 答申内容：今後路線整備について検討すべき区間

- 区間：大正 - 鶴町四丁目
  - 答申内容：2005年までに整備に着手することが適当である区間。

近畿地方交通審議会答申8号（2004年10月8日）
- 区間：大正 - 鶴町
  - キロ程：5.5 km
  - 答申内容：中期的に望まれる鉄道ネットワークを構成する新たな路線。

## 駅一覧
- 全駅大阪府内に所在。

| 駅番号 | 駅名                                  | 駅デザインテーマ | 駅間 営業 キロ | 累計 営業 キロ | 累計 実キロ | 接続路線 | 所在地 | 所在地   |
| ------ | ------------------------------------- | ---------------- | -------------- | -------------- | ----------- | --- | ------ | -------- |
| N11    | 大正駅                                | 川面の交歓       | -              | 0.0            | 0.0         | 西日本旅客鉄道： 大阪環状線 (JR-O16)                                                                           | 大阪市 | 大正区   |
| N12    | ドーム前千代崎駅 （京セラドーム大阪） | にぎわい         | 0.6            | 0.6            | 0.6         | 阪神電気鉄道： 阪神なんば線…ドーム前駅 (HS 43)                                                                 | 大阪市 | 西区     |
| N13    | 西長堀駅                              | 木のぬくもり     | 1.0            | 1.6            | 1.6         | 大阪市高速電気軌道： 千日前線 (S14)                                                                            | 大阪市 | 西区     |
| N14    | 西大橋駅                              | 街のいぶき       | 0.6            | 2.2            | 2.3         | | 大阪市 | 西区     |
| N15    | 心斎橋駅                              | 夕日と心斎橋     | 0.5            | 2.7            | 2.8         | 大阪市高速電気軌道： 御堂筋線 (M19)、 四つ橋線…四ツ橋駅 (Y14)                                                  | 大阪市 | 中央区   |
| N16    | 長堀橋駅                              | 石濱と濱蔵       | 0.7            | 3.4            | 3.5         | 大阪市高速電気軌道： 堺筋線 (K16)                                                                              | 大阪市 | 中央区   |
| N17    | 松屋町駅                              | 人形とおもちゃ   | 0.6            | 4.0            | 4.1         | | 大阪市 | 中央区   |
| N18    | 谷町六丁目駅                          | 寺と神社         | 0.4            | 4.4            | 4.5         | 大阪市高速電気軌道： 谷町線 (T24)                                                                              | 大阪市 | 中央区   |
| N19    | 玉造駅                                | 勾玉             | 1.3            | 5.7            | 5.7         | 西日本旅客鉄道： 大阪環状線 (JR-O05)                                                                           | 大阪市 | 天王寺区 |
| N20    | 森ノ宮駅                              | 大阪城と公園     | 1.0            | 6.7            | 6.7         | 大阪市高速電気軌道： 中央線 (C19) 西日本旅客鉄道： 大阪環状線 (JR-O06)                                         | 大阪市 | 中央区   |
| N21    | 大阪ビジネスパーク駅                  | 未来と星空       | 1.1            | 7.8            | 7.8         | | 大阪市 | 中央区   |
| N22    | 京橋駅                                | 桜               | 0.7            | 8.5            | 8.5         | 西日本旅客鉄道： 大阪環状線 (JR-O08)・ 片町線（学研都市線）・ JR東西線 (JR-H41) 京阪電気鉄道： 京阪本線 (KH04) | 大阪市 | 都島区   |
| N23    | 蒲生四丁目駅                          | モクレン         | 1.7            | 10.2           | 10.2        | 大阪市高速電気軌道： 今里筋線 (I18)                                                                            | 大阪市 | 城東区   |
| N24    | 今福鶴見駅                            | ハナミズキ       | 1.2            | 11.4           | 11.4        | | 大阪市 | 城東区   |
| N25    | 横堤駅                                | ツバキ           | 1.1            | 12.5           | 12.5        | | 大阪市 | 鶴見区   |
| N26    | 鶴見緑地駅                            | チューリップ     | 1.2            | 13.7           | 13.7        | | 大阪市 | 鶴見区   |
| N27    | 門真南駅                              | クスノキ         | 1.3            | 15.0           | 15.0        | | 門真市 | 門真市   |

### 特徴
各駅にテーマが設定されており、全ての駅のデザイン特徴が異なっている。最初に開業した京橋駅 - 鶴見緑地駅間では花博にあわせて各駅ごとに駅の花を設定している。コンコース部分に花の大きな壁画が描かれているのが特徴である。この区間の駅のデザインは後にできた駅のデザインと比べてやや大人しめであり、ホームの意匠は各駅共通である。1996年と1997年に開業した京橋駅 - 大正駅間の各駅は、駅の所在地にちなむテーマを設定し、各駅のホームやコンコースに非常に特徴のあるデザインを施している。ただし、大正側と同時に開業した門真南駅は、京橋駅 - 鶴見緑地駅間の駅のデザインに合わせている。
各駅の駅サインなどについても、日本語フォントについては、他線区で用いられるもの（その殆どが、見出ゴMB31のような、しなやかな形状のゴシック体である）とは異なった、比較的直線的なスタイルの「ゴナB BNAG」が用いられている。
開業当初から接近・入線・発車メロディを使用している。接近メロディは当時の終着駅の大阪弁アクセント（京阪式アクセント）をメロディ化したもので、門真南方面行きが「つるみりょくち（鶴見緑地）」、大正方面行きが「きょうばし（京橋）」をそれぞれメロディ化したものを採用している。なお、現在の起終点駅の駅名である門真南（かどまみなみ）、大正（たいしょう）も同じ拍数（6拍と4拍）なので、現在でも音によってどちらの方面の電車が接近しているかが分かる（ただしアクセントは異なる）。
全駅が島式ホームとなっており、日本の多くの鉄道車両では左側に設置されている運転台が、長堀鶴見緑地線の電車ではワンマン運転を行うため、安全確認などを行いやすいよう右側に設置されているのも特徴である（今里筋線の車両も同様）。

## 輸送実績
| 調査年月日     | 乗車人員（人） | 乗車人員（人） | 乗車人員（人） | 降車人員（人） | 降車人員（人） | 降車人員（人） |
| 調査年月日     | 定期利用       | 定期外利用     | 合計           | 定期利用       | 定期外利用     | 合計           |
| -------------- | -------------- | -------------- | -------------- | -------------- | -------------- | -------------- |
| 1998年11月10日 | 39,598         | 53,587         | 93,185         | 39,256         | 50,697         | 89,953         |
| 2007年11月13日 | 33,857         | 46,701         | 80,558         | 34,599         | 45,467         | 80,066         |

## 駅別乗降人員
| 1998年11月10日調査結果 | 1998年11月10日調査結果 | 1998年11月10日調査結果 | 1998年11月10日調査結果 | 1998年11月10日調査結果 | 1998年11月10日調査結果 | 1998年11月10日調査結果 | 1998年11月10日調査結果 |
| 駅名                   | 乗車人員（人）         | 乗車人員（人）         | 乗車人員（人）         | 降車人員（人）         | 降車人員（人）         | 降車人員（人）         | 備考                   |
| 駅名                   | 定期利用               | 定期外利用             | 合計                   | 定期利用               | 定期外利用             | 合計                   | 備考                   |
| ---------------------- | ---------------------- | ---------------------- | ---------------------- | ---------------------- | ---------------------- | ---------------------- | ---------------------- |
| 大正                   | 2,311                  | 2,644                  | 4,955                  | 1,765                  | 2,002                  | 3,767                  |                        |
| 大阪ドーム前千代崎     | 1,304                  | 2,253                  | 3,557                  | 1,674                  | 1,488                  | 3,162                  |                        |
| 西長堀                 | 1,187                  | 1,619                  | 2,806                  | 1,090                  | 1,475                  | 2,565                  |                        |
| 西大橋                 | 1,403                  | 2,220                  | 3,623                  | 1,641                  | 2,094                  | 3,735                  |                        |
| 心斎橋                 | 2,485                  | 4,886                  | 7,371                  | 2,730                  | 6,831                  | 9,561                  |                        |
| 長堀橋                 | 2,440                  | 2,965                  | 5,405                  | 2,813                  | 3,349                  | 6,162                  |                        |
| 松屋町                 | 1,505                  | 2,134                  | 3,639                  | 1,581                  | 1,837                  | 3,418                  |                        |
| 谷町六丁目             | 1,036                  | 1,931                  | 2,967                  | 1,120                  | 1,686                  | 2,806                  |                        |
| 玉造                   | 2,082                  | 2,931                  | 5,013                  | 2,013                  | 2,330                  | 4,343                  |                        |
| 森ノ宮                 | 960                    | 1,442                  | 2,402                  | 1,103                  | 1,498                  | 2,601                  |                        |
| 大阪ビジネスパーク     | 1,205                  | 3,368                  | 4,573                  | 1,561                  | 2,781                  | 4,342                  |                        |
| 京橋                   | 7,098                  | 10,288                 | 17,386                 | 7,192                  | 9,655                  | 16,847                 |                        |
| 蒲生四丁目             | 2,341                  | 3,162                  | 5,503                  | 2,255                  | 2,862                  | 5,117                  |                        |
| 今福鶴見               | 4,888                  | 4,496                  | 9,384                  | 4,286                  | 4,217                  | 8,503                  |                        |
| 横堤                   | 3,808                  | 3,209                  | 7,017                  | 3,289                  | 2,936                  | 6,225                  |                        |
| 鶴見緑地               | 2,194                  | 2,366                  | 4,560                  | 1,902                  | 2,184                  | 4,086                  |                        |
| 門真南                 | 1,351                  | 1,673                  | 3,024                  | 1,241                  | 1,472                  | 2,713                  |                        |

| 2007年11月13日調査結果 | 2007年11月13日調査結果 | 2007年11月13日調査結果 | 2007年11月13日調査結果 | 2007年11月13日調査結果 | 2007年11月13日調査結果 | 2007年11月13日調査結果 | 2007年11月13日調査結果               |
| 駅名                   | 乗車人員（人）         | 乗車人員（人）         | 乗車人員（人）         | 降車人員（人）         | 降車人員（人）         | 降車人員（人）         | 備考                                 |
| 駅名                   | 定期利用               | 定期外利用             | 合計                   | 定期利用               | 定期外利用             | 合計                   | 備考                                 |
| ---------------------- | ---------------------- | ---------------------- | ---------------------- | ---------------------- | ---------------------- | ---------------------- | ------------------------------------ |
| 大正                   | 2,569                  | 3,282                  | 5,851                  | 2,126                  | 2,818                  | 4,944                  |                                      |
| ドーム前千代崎         | 1,206                  | 2,158                  | 3,364                  | 1,730                  | 2,164                  | 3,894                  |                                      |
| 西長堀                 | 5,142                  | 7,471                  | 12,613                 | 5,428                  | 7,446                  | 12,874                 | 千日前線を含む                       |
| 西大橋                 | 2,334                  | 3,295                  | 5,629                  | 2,790                  | 3,665                  | 6,455                  |                                      |
| 心斎橋                 | 39,334                 | 57,857                 | 97,191                 | 40,715                 | 62,127                 | 102,842                | 御堂筋線・四つ橋線（四ツ橋駅）を含む |
| 長堀橋                 | 8,298                  | 13,726                 | 22,024                 | 9,522                  | 15,651                 | 25,173                 | 堺筋線を含む                         |
| 松屋町                 | 1,676                  | 2,423                  | 4,099                  | 1,791                  | 2,422                  | 4,213                  |                                      |
| 谷町六丁目             | 5,731                  | 9,519                  | 15,250                 | 5,978                  | 9,621                  | 15,599                 | 谷町線を含む                         |
| 玉造                   | 2,332                  | 3,665                  | 5,997                  | 2,476                  | 3,268                  | 5,744                  |                                      |
| 森ノ宮                 | 6,425                  | 9,031                  | 15,456                 | 6,427                  | 8,441                  | 14,868                 | 中央線を含む                         |
| 大阪ビジネスパーク     | 1,633                  | 3,708                  | 5,341                  | 1,983                  | 3,760                  | 5,743                  |                                      |
| 京橋                   | 6,575                  | 9,570                  | 16,145                 | 6,460                  | 9,697                  | 16,157                 |                                      |
| 蒲生四丁目             | 2,763                  | 4,456                  | 7,219                  | 2,691                  | 4,100                  | 6,791                  | 今里筋線を含む                       |
| 今福鶴見               | 4,864                  | 5,376                  | 10,240                 | 4,952                  | 5,239                  | 10,191                 |                                      |
| 横堤                   | 3,597                  | 3,853                  | 7,450                  | 3,419                  | 3,542                  | 6,961                  |                                      |
| 鶴見緑地               | 2,275                  | 2,547                  | 4,822                  | 2,171                  | 2,476                  | 4,647                  |                                      |
| 門真南                 | 2,033                  | 2,368                  | 4,401                  | 2,010                  | 2,316                  | 4,326                  |                                      |

乗車及び輸送人数
なお、ここで用いられる「前回」とは、1998年（平成10年）の調査。また、単位は「人」とする。ただし、「%」等の単位が振られているものは除く。詳細は、大阪市交通局 (PDF)  (Internet Archive) を参照。
- 乗車 : 100,675（7,490 / 8.0%増加）
- 輸送 : 147,820（20,139 / 15.8%増加）
- （ ）は、前回との比較。